# Акбатырево
Акбатырево — деревня в Малмыжском районе Кировской области. Входит в состав Большекитякского сельского поселения. 

## География
Находится в правобережной части района на расстоянии примерно 15 километров по прямой на юг от районного центра города Малмыж.

## История
Известна с 1873 года, когда в ней было учтено дворов 28 и жителей 164, в 1905 году 52 и 319, в 1926 79 и 402 (329 из которых мари) соответственно. В 1950 году было 89 дворов и 327 жителей. В 1989 году учтено 133 жителя.

## Население
Постоянное население составляло 103 человека (мари 82%) в 2002 году, 88 в 2010.